# Grzegorz Pecuch
Grzegorz Pecuch (ur. 23 stycznia 1923 we Florynce, zm. 24 listopada 2008 w Zakopanem) – polski i łemkowski rzeźbiarz i pedagog. Tworzył rzeźby głównie w drewnie, ceramice, gipsie, glinie, kamieniu.

## Życiorys
W 1950 roku ukończył Państwowe Liceum Technik Plastycznych w Zakopanem. Studiował na Wydziale Rzeźby Akademii Sztuk Pięknych w Warszawie. Dyplom uzyskał w pracowni prof. Mariana Wnuka w 1956 r.
W latach 1955 – 1976 pracował jako nauczyciel rzeźby w Państwowym Liceum Sztuk Plastycznych im. Antoniego Kenara w Zakopanem.
Żonaty (od 1960), ojciec Dariusza (ur. 1962). Został pochowany na cmentarzu Pardałówka w Zakopanem.
Uczestniczył w około 100 wystawach zbiorowych i 25 wystaw indywidualnych w kraju i zagranicą.
Zrealizował kilka pomników. Miał w dorobku szereg nagród i wyróżnień, m.in. nagrodę im. Stanisława Witkiewicza.
O artyście i jego twórczości zrealizował film Grzegorz Dubowski, znakomity autor filmów o sztuce.

## Wystawy indywidualne
- 1958 Klub ZPAP, Zakopane
- 1962 Klub MPiK Dom Turysty, Zakopane
- 1963 Biuro Wystaw Artystycznych, Zakopane
- 1967 Biuro Wystaw Artystycznych, Zakopane
- 1969 Biuro Wystaw Artystycznych, Rzeszów
- 1969 Biblioteka i Czytelnia Miejska, Przemyśl
- 1971 Galeria Rzeźby, Warszawa
- 1971 Muzeum, Gorzów Wielkopolski
- 1971 Zakłady Jedwabnicze, Gorzów Wielkopolski
- 1971 Klub MPiK, Gorzów Wielkopolski
- 1971 Klub, Kostrzyń
- 1972 Biuro Wystaw Artystycznych, Opole
- 1972 Ratusz, Kłodzko
- 1974 Dwór Karwacjanów, Gorlice
- 1975 Muzeum, Nowy Sącz
- 1981 Klub Międzynarodowej Prasy i Książki, Zakopane
- 1986 Wystawa Jubileuszowa 30-lecie pracy twórczej Biuro Wystaw Artystycznych, Zakopane
- 1987 Wystawa Jubileuszowa 30-lecie pracy twórczej Galeria Sztuki domu Wojska Polskiego, Warszawa
- 1987 Wystawa „Vysoke Tatry", Stary Smokovec, Słowacja
- 1993 Wystawa Jubileuszowa W 70-tą rocznicę urodzin Galeria Sztuki przy Fundacji Św. Włodzimierza, Kraków
- 1993 Wystawa Jubileuszowa W 70-tą rocznicę urodzin, Lwów, Ukraina
- 1993 Wystawa Jubileuszowa W 70-tą rocznicę urodzin, Kołomyja, Ukraina
- 1993 Wystawa Jubileuszowa W 70-tą rocznicę urodzin, Brzeżany, Ukraina
- 1996 Wystawa Jubileuszowa 40-lecie pracy twórczej Galeria Władysława Hasiora, Zakopane
- 2000 Galeria Dziennika Polskiego, Kraków
- 2013 Wystawa Jubileuszowa W 90-tą rocznicę urodzin, Ośrodek Konferencyjno-Wystawienniczy Kasztel w Szymbarku

## Wystawy zbiorowe
- 1957 Eliminacyjny Pokaz Rzeźby, Kraków
- 1958 Wystawa Drzwi otwarte, Zakopane
- 1959 Wystawa Sztuka użytkowa, Zakopane
- 1959 Wystawa Młodej Plastyki, Sopot
- 1959 Wystawa Okręgu ZPAP, Zakopane
- 1959 XV Ogólnopolska Wystawa Plastyki, Radom
- 1960 Wystawa Sztuka Podhala, Nowy Jork, USA
- 1960 Wystawa Sztuka Podhala, Waszyngton, USA
- 1960 Wystawa Rzeźby Okręgu ZPAP, Zakopane
- 1960 Wystawa Rzeźba polska 1945 do 1960, Warszawa
- 1960 XVI Ogólnopolska Wystawa Plastyki, Radom
- 1961 Wystawa Okręgu ZPAP, Zakopane
- 1962 Wystawa Polskie Dzieło Plastyczne w XV-lecie PRL, Warszawa
- 1962 Wystawa zorganizowana przez CEPELiA w okresie FIS, Zakopane
- 1962 Wystawa Okręgu ZPAP, Zakopane
- 1963 Wystawa 50-lecie ZPAP, Zakopane
- 1963 Okręgowa Wystawa ZPAP, Zakopane
- 1963 Ogólnopolska Wystawa Plastyki, Bielsko-Biała
- 1964 Wystawa Okręgu ZPAP, Zakopane
- 1964 Wystawa darów dla Galerii Miejskiej, Zakopane
- 1964 Wystawa 20 lat PRL w twórczości plastycznej, Zakopane
- 1965 Wystawa Okręgu ZPAP, Zakopane
- 1965 Ogólnopolska Wystawa Plastyki, Radom
- 1965 Ogólnopolska Wystawa 20 lat PRL w twórczości plastycznej, Warszawa
- 1965 Międzynarodowa Wystawa Rzeźby, Haga, Holandia
- 1966 Ogólnopolska Wystawa Przeciw Wojnie, Lublin
- 1966 Wystawa darów dla galerii miejskiej, Zakopane
- 1966 Ogólnopolska Wystawa Rzeźba Młodych, Kraków
- 1966 Wystawa Plastyki Milenium, Radom
- 1966 Wystawa Okręgu ZPAP, Zakopane
- 1967 Wystawa Polska Sztuka Stosowana, Wiedeń, Austria
- 1967 Wystawa Grupy ,,14", Zakopane
- 1967 Wystawa Grupy ,,14", Kraków
- 1967 Ogólnopolska Wystawa Rzeźby, Warszawa
- 1967 Wystawa 50-ta Rocznica Wielkiej Rewolucji Październikowej, Radom
- 1967 Wystawa rzeźby, Budapeszt, Węgry
- 1967 Wystawa rzeźby, Praga, Czechy
- 1968 Wystawa Grupy Zakopiańskiej, Zakopane
- 1968 Plenerowa Wystawa Rzeźby, Kraków
- 1968 Wystawa absolwentów Państwowego Liceum Technik Plastycznych XX-lecie PLTP, Zakopane
- 1970 Wystawa Okręgu ZPAP, Zakopane
- 1971 III Ogólnopolska Wystawa Rzeźby, Zachęta Narodowa Galeria Sztuki, Warszawa
- 1973 Plastyka Zakopiańska 1909 do 1973, Kraków
- 1974 IX Salon Marcowy, Biuro Wystaw Artystycznych, Zakopane
- 1974 Wystawa rzeźby, Sztokholm, Szwecja
- 1978 Wystawa Ogólnopolska, 400-ta dzieł na 400-lecie Zakopanego, Zakopane
- 1982 Wystawa Okręgu ZPAP Karol Szymanowski w twórczości plastycznej, Zakopane
- 1982 Wystawa Jesienne Spotkania, Muzeum Okręgowe, Nowy Sącz
- 1982 Karol Szymanowski w twórczości plastycznej, Biuro Wystaw Artystycznych, Zakopane
- 1983 Targi Plastyki Biuro Wystaw Artystycznych, Zakopane
- 1983 Tematy Religijne w Plastyce Współczesnej, Zakopane
- 1983 Wystawa sztuki, Asker, Norwegia
- 1984 Biennale Sztuki Sakralnej, Biuro Wystaw Artystycznych, Gorzów Wielkopolski
- 1984 Wystawa rzeźby - Galeria ZAR, Warszawa
- 1984 Wystawa Jesienne Spotkania, Muzeum Okręgowe, Nowy Sącz
- 1984 Wystawa sztuki, Bayonne, Francja
- 1985 Wystawa Sztuka Polska, Uljanowsk, ZSRR
- 1985 I Salon Stowarzyszenia Sztuka Podhalańska, Biuro Wystaw Artystycznych, Zakopane
- 1985 I Salon Stowarzyszenia Sztuka Podhalańska, Biuro Wystaw Artystycznych, Nowy Sącz
- 1985 Wystawa Ziemia i ludzie, Biuro Wystaw Artystycznych, Zakopane
- 1985 Wystawa Ziemia i ludzie, Biuro Wystaw Artystycznych, Nowy Sącz
- 1986 II Salon Rzeźby, Galeria Związku Artystów Rzeźbiarzy, Warszawa
- 1986 Wystawa Sztuka Podhala, Smoljan, Bułgaria
- 1986 II Salon Stowarzyszenia Sztuka Podhalańska, Biuro Wystaw Artystycznych, Zakopane
- 1987 III Salon Stowarzyszenia Sztuka Podhalańska, Biuro Wystaw Artystycznych, Zakopane
- 1988 IV Salon Stowarzyszenia Sztuka Podhalańska, Biuro Wystaw Artystycznych, Zakopane
- 1988 Wystawa Artyści z Zakopanego, Siegen, Niemcy
- 1989 Wystawa Sztuka Polska z Tatr, Anglet, Francja
- 1989 Wystawa Sztuka Polska z Tatr, San Sebastián, Hiszpania
- 1989 V Salon Stowarzyszenia Sztuka Podhalańska, Biuro Wystaw Artystycznych, Zakopane
- 1989 IV Krakowskie Triennale Rzeźby Religijnej, Kraków
- 1989 Rzeźba Polska - Pawilon Wystawowy BWA, Kraków
- 1990 VI Salon Stowarzyszenia Sztuka Podhalańska, Biuro Wystaw Artystycznych, Zakopane
- 1991 VII Salon Stowarzyszenia Sztuka Podhalańska, Biuro Wystaw Artystycznych, Zakopane
- 1992 VIII Salon Stowarzyszenia Sztuka Podhalańska, Biuro Wystaw Artystycznych, Zakopane
- 1993 IX Salon Stowarzyszenia Sztuka Podhalańska, Biuro Wystaw Artystycznych, Zakopane
- 1994 X Salon Stowarzyszenia Sztuka Podhalańska, Biuro Wystaw Artystycznych, Zakopane
- 1995 XI Salon Stowarzyszenia Sztuka Podhalańska, Biuro Wystaw Artystycznych, Zakopane
- 1996 XII Salon Stowarzyszenia Sztuka Podhalańska, Biuro Wystaw Artystycznych, Zakopane
- 1997 XIII Salon Stowarzyszenia Sztuka Podhalańska, Biuro Wystaw Artystycznych, Zakopane
- 1997 Artyści Zakopiańscy – Rzeźba Tkanina Artystyczna, Biuro Wystaw Artystycznych, Zakopane
- 1998 XX Salon Marcowy – 50 lat Szkoły Antoniego Kenara, Biuro Wystaw Artystycznych, Zakopane
- 1999 Artyści Zakopiańscy – Rzeźba Tkanina Artystyczna, Biuro Wystaw Artystycznych, Zakopane
- 2001 Wystawa Jubileuszowa 90-lecie Związku Polskich Artystów Plastyków w Zakopanem, Miejska Galeria Sztuki, Zakopane
- 2002 Portret w Twórczości Artystów Zakopiańskich, Miejska Galeria Sztuki, Zakopane
- 2003 Wystawa ZPAP w Zakopanem dedykowana Władysławowi hr. Zamoyskiemu w 150-tą rocznicę urodzin Tryptyk Symbiotyczny (ingerencja, integracja, inspiracja), Miejska Galeria Sztuki, Zakopane

## Nagrody i odznaki
- 1967 Nagroda Ministra Kultury i Sztuki;
- 1971 Zasłużony Działacz Kultury przyznana przez Ministra Kultury i Sztuki
- 1976 Złota odznaka ZPAP przyznana przez Zarząd Główny ZPAP
- 1978 II nagroda za rzeźby eksponowane na ogólnopolskiej wystawie plastyki z okazji 400-lecia Zakopanego
- 1978 Złota odznaka za zasługi dla województwa nowosądeckiego
- 1978 Złota odznaka za zasługi dla Zakopanego
- 1982 Nagroda Dyrektora Wydziału Kultury i Sztuki Urzędu Wojewódzkiego w Nowym Sączu za wybitne osiągnięcia w upowszechnianiu kultury na terenie województwa nowosądeckiego
- 1984 Nagroda Wojewody Nowosądeckiego za wybitne osiągnięcia w twórczości artystycznej w dziedzinie plastyki
- 1997 Nagroda im. Stanisława Witkiewicza